# Balatonfüred
Balatonfüred (németül: Bad Plattensee, szlovákul: Blatenské Teplice, mindennapi nyelven gyakran csak: Füred) város Veszprém vármegyében, a Balatonfüredi járás székhelye. A település eredetileg Szent István király korától 1946-ig Zala vármegyéhez tartozott. „A Balaton északi partjának fővárosa”, a Balaton-part legrégebbi üdülőhelye. Kereskedelmi szálláshelyeken eltöltött vendégéjszakák tekintetében Magyarország hatodik legnépszerűbb települése. Ismertségét a Balaton közelsége mellett elsősorban szénsavas forrásainak (mely szén hidrogén-karbonátot, kalciumot és magnéziumot tartalmaz, ami különösen a keringési rendellenességek és a szív-és érrendszeri megbetegedések kezelésére jótékonyak) és mediterrán jellegű klímájának köszönheti. Jelentős vitorláskikötő.
Területe három részből tevődik össze: a vasútvonal két oldalán húzódó őstelepülés, a gyógyforrások körül kialakult régi gyógyhely, valamint ennek két oldalához csatlakozóan a legújabb Füred üdülő/idegenforgalmi életét befogadó központok, szállók, kemping, üdülőtelep stb. térsége. Az egykori Balatonarács községet 1954-ben csatolták hozzá.
Körülbelül 12 800 fős lakosságával, Veszprém vármegye hatodik legnépesebb települése. A nem messze lévő Tihanyi-félsziget hosszan kinyúlik a tóba, ezzel pedig a városnak védett öblöt alkotva.
A belvárost zömmel 18. és 19. századi épületek alkotják, mely évente több ezer látogatót vonz, viszont emellett modern turisztikai infrastruktúrával rendelkezik (szállodák, rezidenciák, táborok, éttermek). A város hagyományos rendezvénye az "Anna bál", melyet 1825 óta minden év július végén rendeznek meg a centrumban. A Balatonfüredi Kardiológiai Klinika 1913-ban nyílt meg, mely rendelkezik Magyarország legnagyobb szív-rehabilitációs központjával.
A turizmus és a hidroterápia mellett egy másik fontos gazdasági tevékenység a szőlőtermesztés. A közelben található a Balatonfüred-Csopaki borvidék. Itt rendezték meg 2010-ben az úszó-Európa-bajnokság, 2017-ben pedig az úszó-világbajnokság nyílt vízi versenyeit.

## Fekvése

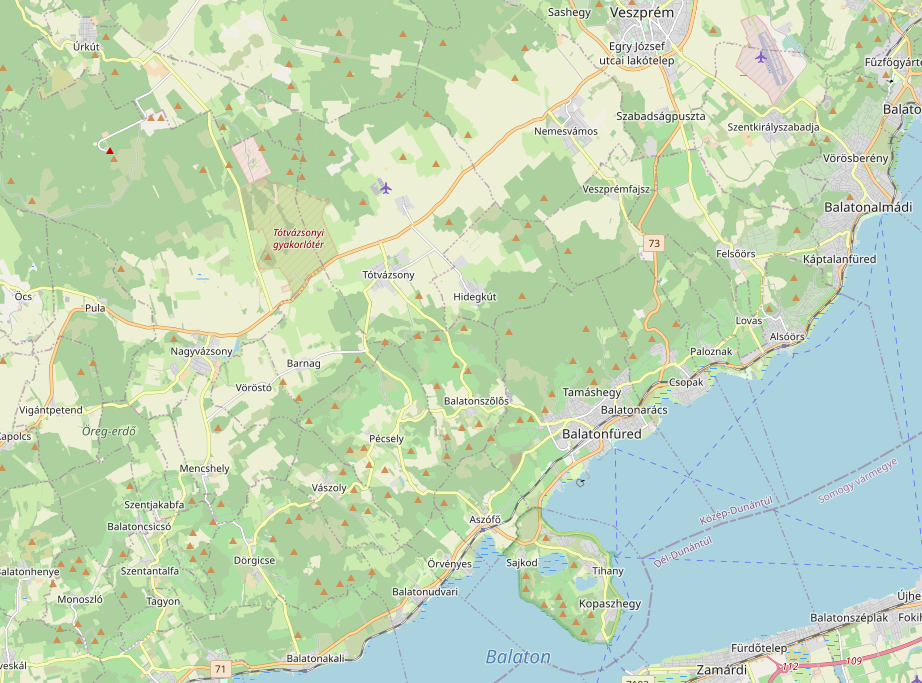
A kisváros környéke

Lankás dombok közt fekszik a Balaton északi partján. A városon halad át a 71-es főút, valamint a Budapestről Tapolcára vezető egyvágányú vasút (Börgönd–Szabadbattyán–Tapolca-vasútvonal) is. A városközponton keresztülvezet a köznyelvben a Római út nevet viselő útvonal (itt a 7303-as számot viseli), amelyből a 7304-es út ágazik ki Tótvázsony felé. A szomszédos községek Tihany, Aszófő, Balatonszőlős, Csopak, valamint az errefelé szokásos elnevezésű Öreg-hegy, továbbá a Tamás-, György- és Péter-hegyek határolják. Balatoni vízterületei révén határos még a déli parton fekvő Zamárdival is.

## Nevének eredete
A Füred név eredetileg a fürj madár nevének für, fűr alakjából származik és jelentése fürjes. A kezdetben a helyi savanyúvízforrásokra, majd magára a Balatonra települő fürdőkultúra és a településnek ebben betöltött kiemelkedő szerepe miatt a 19. századra a név átértelmeződött és fürdő értelmet kezdtek tulajdonítani neki. Ennek az átértelmezésnek eredménye lett aztán több mesterséges helynévadás, mint Biharfüred, Káptalanfüred, Lillafüred, Mátrafüred vagy Tátrafüred.

## Története
Füred térségét már az ősember is lakta. Első ismert lakói a rómaiak voltak, emléküket számos kiásott épületrom és síremlék jelzi. Füred nevével írásos emlékként először 1211-ben találkozunk, a Tihanyi apátság egy birtokösszeírásában. Mai területén az Árpád-korban hét település állt, Füred és Arács mellett Kék, Magyaré, Papsoka, Siske. A város legrégebbi, a Kéki-patak partján épült, később elhagyott településrésze ma szőlőterület, maga a Kéki-forrás még működik. 1717-ben említik savanyúvizét, majd 1729-ben újra. 1722-ben vegyelemeztették és gyógyvízzé nyilvánították. Ez idő tájt már állt egy fa fürdőház, majd nemsokára egy kőház, kiadó szobákkal vendégek számára. Később kétemeletes új fürdőház is épült. A református hitközség tagjainak anyakönyvezése 1724-ben indult, a római katolikusoké 1800-ban, az izraelitáké pedig 1863-ban.
Eötvös Károly az Utazás a Balaton körülben írja: „Öt házból állott valamikor Balatonfüred. A tihanyi barátok vendéglője, a szentgyörgyi Horváth-ház, a pápai Eszterházyak hajléka, a fürdőház és a kápolna. De ólak nagy számban lovak és kocsik számára.” [...] „a Balatonnak ez volt egyetlen fürdőhelye [...] még nem volt Kenese, Almádi, Alsóörs, Fülöp, Badacsony, Balatonföldvár, Boglár, Fonyód.”

A város a 19. század első felében, a reformkor idején indult fejlődésnek. A vendégek szórakozását a nyári időben fából készült színház szolgálta. 1831-ben megépült a Balatonfüredi Színház, a Dunántúl első magyar nyelvű kőszínháza, melyet Kisfaludy Sándor alapított adományokból, apátsági és népi segítséggel. A színház létrehozásához, többek között, Kerkapoly István tapolcai főszolgabíró járult hozzá (ekkor Balatonfüred még a tapolcai járáshoz tartozott). Szentgyörgyi Horváth János rendezte 1825. július 26-án a füredi Horváth-házban az első Anna-bált lánya, Anna Krisztina tiszteletére. Az Anna-bál hagyománnyá vált, azóta minden évben megrendezik. Széchenyi István kezdeményezésére innen indult el 1846-ban az első balatoni gőzhajó, a Kisfaludy. Füreden hajógyár is létesült. A század első felében előbb találkozóhelye volt a Dunántúl nagy családjainak, majd, főként a kiegyezés utáni időszakban, kedvelt találkozóhelye lett a politikusoknak, művészeknek. 
„Sok jó barát, sok szép asszony, sok ifjúkori ismerős, sok országos férfi ott mulat egy csoportban. Hamvadó szív újra lángra lobban, száradt kedélyt vidámság harmatja felüdíti; múltnak emlékei, hazafi remények ott röpködnek a lelkek előtt, mint lepkék a virágos kertben. Húzza a cigány minden este, minden délben, minden hajnalon. A németet is össze lehet szidni, kegyetlenül. Abban is meg lehet állapodni, kik a legnagyobb hazafiak s kik az igaz költők. A pecsovicsokról is ki lehet sütni, mikor és mily áron vette meg őket a bécsi udvar.”
Ekkor kezdődött a település nagyobb fellendülése, feltöltötték a tó partját, kialakították a sétányt, magánvillák épültek, megépült a kórház déli szárnya.
Jókai Mór itteni villájában írta Az arany ember című híres regényét, melynek egy része a Balatonnál játszódik. Az épület ma múzeum, ahol láthatjuk az író bútorait, személyes tárgyait. 1884-ben itt alakult meg az első magyar vitorlásegyesület, a Stefánia Yacht Club. Balatonfüred, mint nagyközség 1891-ben 1788 magyar lakossal rendelkezett, a faluban földmíves és vincellérképezdével összekötött szeretetház működött. A szőlőültetvények nagy részét a filoxéra elpusztította.

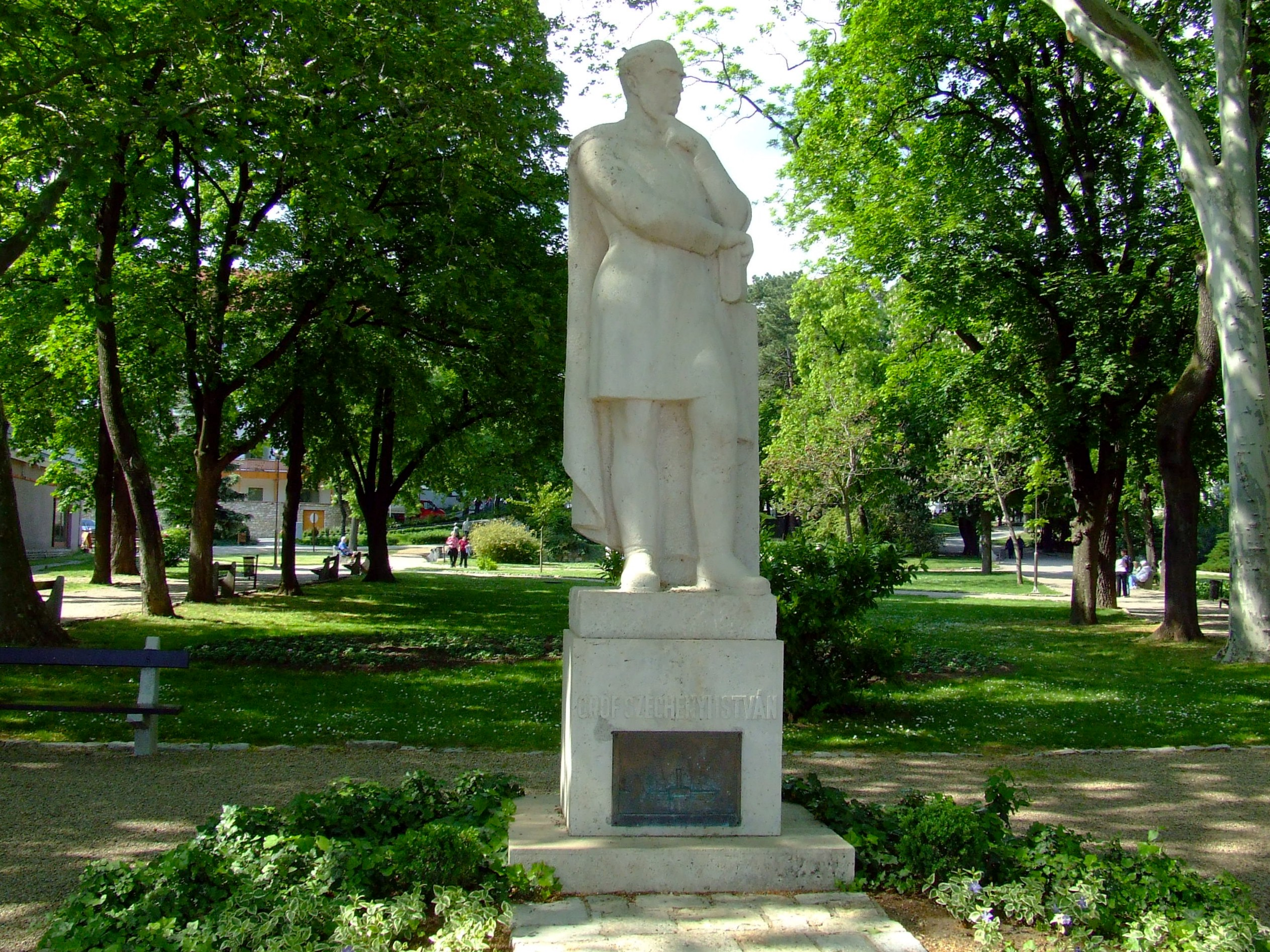
Gróf Széchenyi István szobra

A második világháború után, az 1960-as években indult  a város újabb fejlődési szakasza. 1966-ban itt tartották a XXVII. FICC (Nemzetközi Camping Caravanning Club) Rallyt, erre épült 4000 személyes kempingje. 1971-ben Füredet Magyarország első gyógy- és üdülőhelyi városává nyilvánították. Balatonfüred 1987 óta „A szőlő és a bor nemzetközi városa”.
A parton a Hotel Annabellát 1968-ban, a Hotel Marinát 1969-ben, a Hotel Füredet pedig 1975-ben adták át.

## Népességének alakulása
| év   | lélekszám |
| ---- | --------- |
| 1920 | 2.604     |
| 1930 | 3.149     |
| 1941 | 3.826     |
| 1949 | 5.335     |
| 1960 | 7.561     |
| 1980 | 12.697    |
| 1990 | 13.520    |
| 2001 | 12.956    |
| 2011 | 12.979    |
| 2022 | 12.361    |

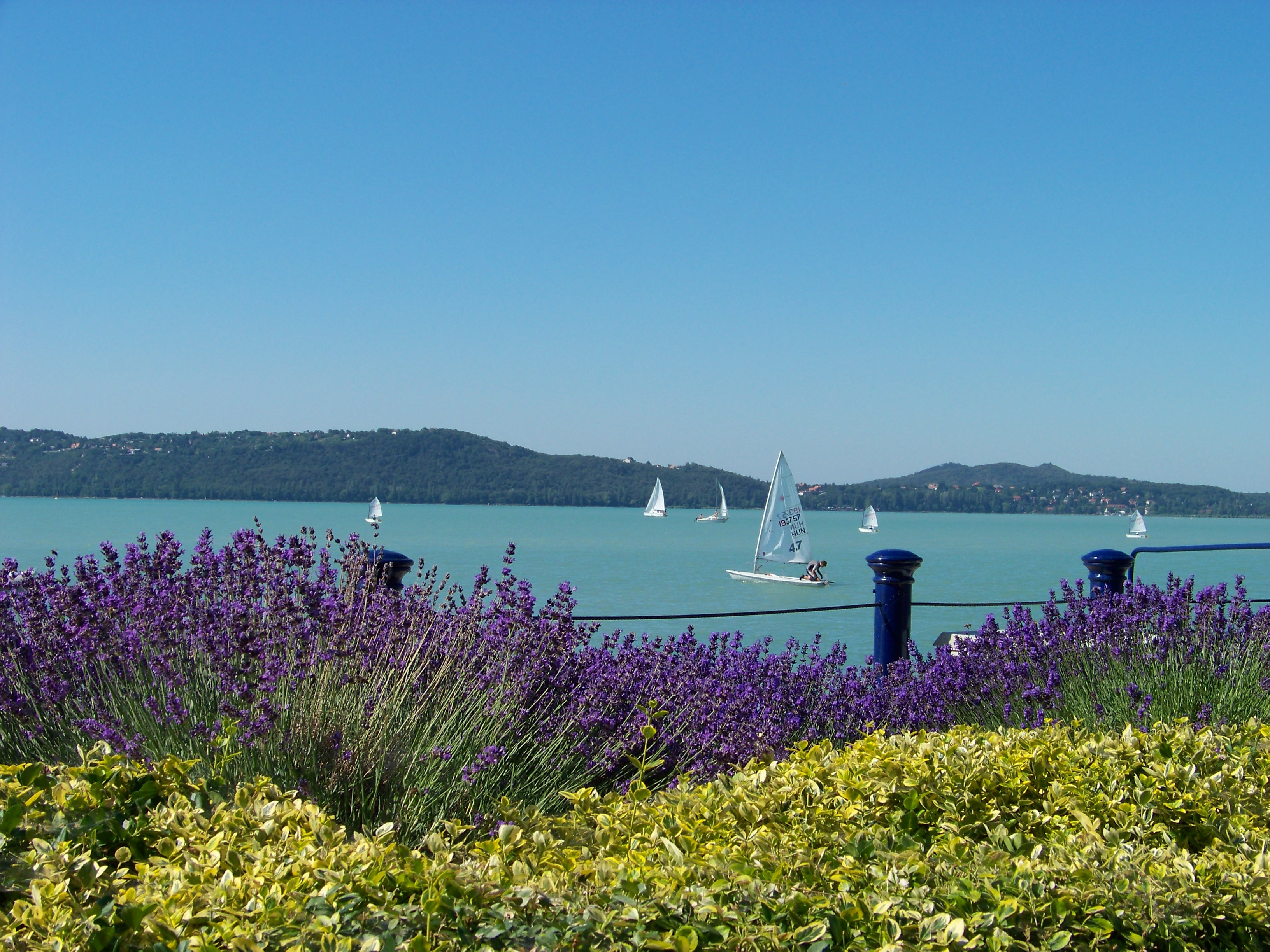
Levendulás

A 2011-es népszámlálás idején a lakosok 86,5%-a magyarnak, 2,5% németnek, 0,5% cigánynak, 0,3% románnak mondta magát (13,3% nem nyilatkozott). A vallási megoszlás a következő volt: római katolikus 39,7%, református 13,1%, evangélikus 2,8%, görögkatolikus 0,4%, felekezeten kívüli 15,0% (27,6% nem nyilatkozott).
2022-ben a lakosság 85,8%-a vallotta magát magyarnak, 2,1% németnek, 0,4% cigánynak, 0,1-0,1% románnak, ruszinnak, horvátnak, lengyelnek, ukránnak és szlováknak, 3,4% egyéb, nem hazai nemzetiségűnek (13,9% nem nyilatkozott; a kettős identitások miatt a végösszeg nagyobb lehet 100%-nál). Vallásuk szerint 30,8% volt római katolikus, 10,9% református, 2,6% evangélikus, 0,5% görög katolikus, 0,1% izraelita, 1,2% egyéb keresztény, 0,7% egyéb katolikus, 11,5% felekezeten kívüli (41,5% nem válaszolt).

## Közélete

### Polgármesterei
- 1990–1994: Dr. Simon Károly[11] (MDF)
- 1994–1998: Dr. Szalay László (független)[12]
- 1998–2000: Pálfy Sándor (Fidesz-FKgP-MDF-MKDSZ)[13]
- 2000–2002: Pálfy Sándor (Fidesz-FKgP-MDF-MKDSZ)[14][15]
- 2002–2006: Dr. Bóka István (Fidesz-MDF-MKDSZ)[16]
- 2006–2010: Dr. Bóka István (Fidesz-MDF-KDNP)[17]
- 2010–2014: Dr. Bóka István (Fidesz-KDNP)[18]
- 2014–2019: Dr. Bóka István (Fidesz-KDNP)[19]
- 2019–2024: Dr. Bóka István (Fidesz-KDNP)[20]
- 2024– : Dr. Bóka István (Fidesz-KDNP)[1]

A településen 2000. október 8-án időközi polgármester-választást (és képviselő-testületi választást) tartottak, az előző képviselő-testület néhány hónappal korábban kimondott önfeloszlatása miatt. A választáson az addig hivatalban lévő polgármester is elindult, és megerősítette pozícióját.

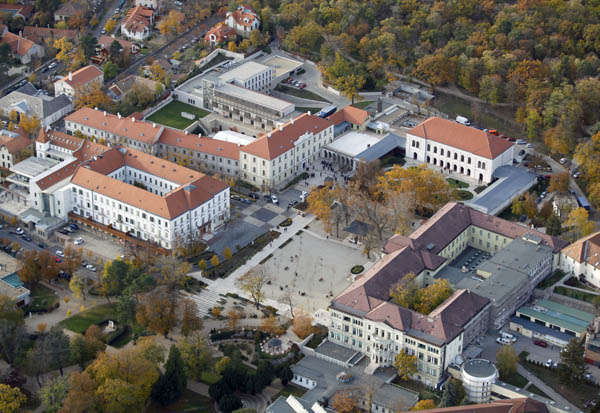
A fürdőváros, reformkori városrész

## Gazdaság és infrastruktúra

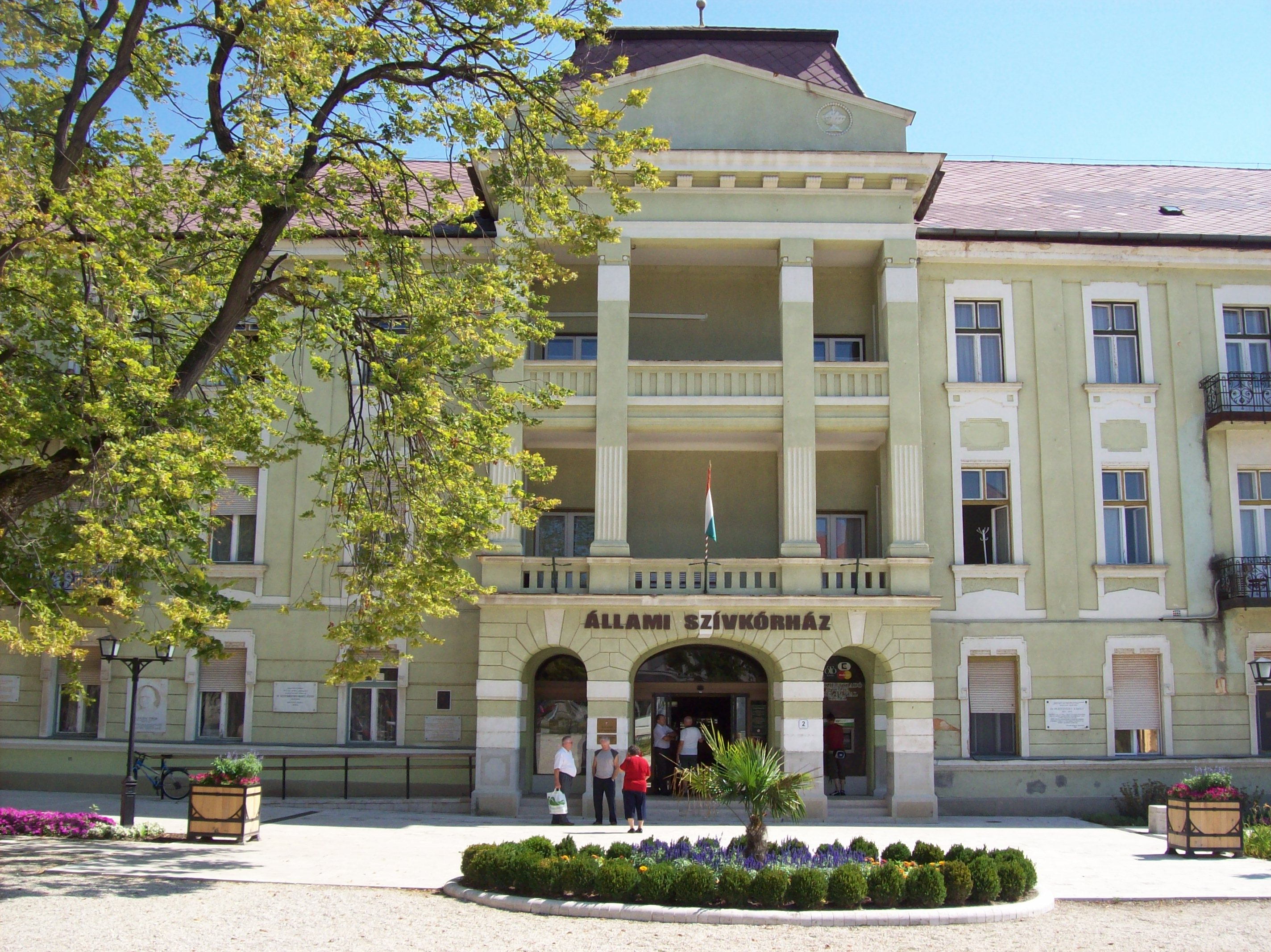
A Szívkórház

Balatonfüred gazdasági alapjait, településalakító adottságait elsősorban gyógy- és üdülőhelyi, valamint ezek kiszolgálására létesült intézményei képezik. Emellett szőlőkultúrája borfeldolgozás, saját helyi ipara (hajógyár), üdülőhelyi és városi intézményhálózata teszi gazdaságilag több-lábon álló településsé. Fejlett kereskedelmi- és szolgáltató hálózata a kilencvenes évek magánosítása során igen sokoldalúvá alakult, s szolgáltatási színvonala is felzárkózóban van a kor követelményeihez. A város volt zártkerti területei fokozatosan javulók, színvonalban emelkednek, a belterület részévé asszimilálódnak.
A város infrastrukturális ellátottsága napjainkban, a települési önkormányzati rendszer adta autonómia talaján rohamosan fejlődik. Vezetékes földgáz-hálózata kiépült és fejlett a telekommunikációs hálózata is. Kereskedelmi hálózata nagy piaccal, áruházzal, bevásárló létesítményekkel bővül, 2010-ben a térség legnagyobb bevásárló központját nyitották meg a városban. A környező települések idegenforgalmi szervező-ellátó funkcióinak ellátásában részt vesz.
Füred vonzáskörzete Tihanyra és a tőle nyugatra levő parti településekre, valamint a Balaton-felvidék települészónájára terjed ki. A város jelentős arányú állandó népessége révén fejlett városi intézmény-rendszerrel rendelkezik, melyek körzeti- és térségi funkciókat is ellátnak (földhivatal, szolgáltató vállalatok, stb.).
A városban működő Állami Szívkórházban sok szívbeteg nyerte vissza egészségét, köztük a Nobel-díjas hindu költő, Rabindranáth Tagore.
Korábban a város legnagyobb munkáltatója a balatonfüredi hajógyár volt, ma inkább a szállodák és a szívkórház a jelentősebb foglalkoztatók. Három építőipari vállalatnak, két húsfeldolgozónak és két kamionfuvarozónak van itt telephelye. A nagyobbik cégnek 65 kamionja rója Európa útjait, telephelyén szerviz és műszaki vizsgabázis is található. Új a város személyhajózási kikötőépülete és újjáépül a balatoni légi mentőszolgálat telephelye is. A városnak három strandja, egy kempingje és több vitorláskikötője van.

## Közintézmények

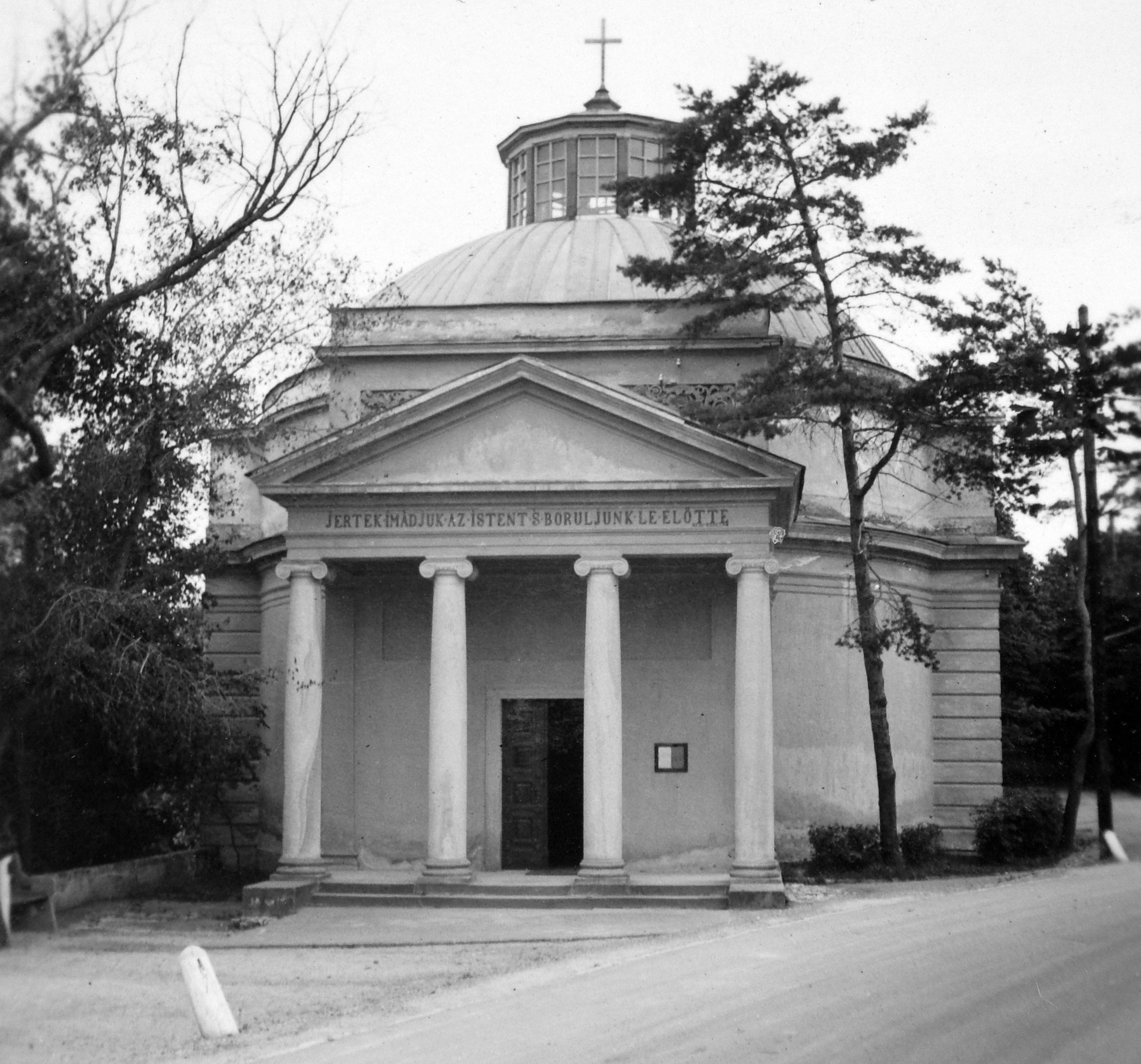
A Kerektemplom egy 1940-es fotón

Három általános iskolája (Radnóti Miklós Általános Iskola, Református Általános Iskola, Eötvös Loránd Általános Iskola), egy gimnáziuma (Lóczy Lajos), egy szakközépiskolája (Szent Benedek) és egy zeneiskolája (Ferencsik János) van. Jelentős iskoláskorú népességgel és szép tanulmányi sikerekkel büszkélkedhet. Fél tucat kórus, zenekar és sportegyesület, helyi tévé, helytörténeti folyóirat és egy újságszerű havilap színesíti a város életét.
Legjelentősebb orvosi intézménye a szívkórház. Emellett szakorvosi rendelője, művelődési otthona, egy labdarúgópályája és 2004 óta konferencia- és sportcentruma (benne mozival). 2017-ben került átadásra a város új uszodája.
A kempinggel szemben volt a híres-hírhedt görög falu, amelyet 1994-ben bazársorként kezdtek el építeni, később pedig szórakoztató komplexumként működött Sun City néven, mellette pedig a 2005-ben nyílt meg az Annagora aquapark. Az önkormányzat 2023 őszén úgy döntött, hogy a sosem prosperáló „falut” lebontja, a helyén pedig közparkot és lakóházakat létesít.
Füred nevezetes templomai a katolikus Vörös Templom (mely nevét a környéken jellegzetes, ma már nem bányászható vörös kőről kapta), a református fehér templom, valamint a Fürdőtelep közepén található Kerektemplom. Nemrég készült el az evangélikus templom, sőt HIT gyülekezeti háza is van (a volt MSZMP székház).
A városban található a körzet földhivatala is. A városnak igazából két magja van, a part melletti alsó város (Fürdőtelep) a mólóval a közepén, valamint a felső város a fehér és vörös templomokkal (a vörös templom helybéli vörös homokkőből épült, és nem vakolt, ezért vörös), üzletekkel, illetve hangulatos kis utcáival.

## Közlekedés
A mai Balatonfüred legfontosabb útvonala a Balaton-part vonalvezetését aránylag közelről követő 71-es főút, a történelmi városmag azonban a tótól távolabb, magasabbra fekvő „Római út” mellé települt. A mai közútszámozás szerint a Római útnak nem minden szakasza számít országos közútnak, más szakaszai pedig eltérő számmal számozódnak. Négy számjegyű útként ágazik ki Balatonfüreden a 71-esből a 7221-es Balatonarács és a római nyomvonalon tovább keletre Csopak felé, és a 7303-as a városközpont és onnan nyugatra Aszófő felé; valamint utóbbiból a 7304-es Balatonszőlős és Tótvázsony felé. Öt számjegyű út (71 119) szolgálja ki a városi buszállomást és Balatonfüred vasútállomást.
Balatonfürednek a Börgönd–Szabadbattyán–Tapolca-vasútvonalon egy vasútállomása és egy vasúti megállóhelye (Balatonarács) van, a vasútállomásig a vonal villamosított. A vasútállomás előtti autóbusz-állomásról távolsági autóbuszjáratok közlekednek a szomszédos üdülőhelyekre, illetve Nagyvázsonyba, Veszprémbe, Győrbe és Hévíz felé. A városban kilenc vonalon helyi autóbuszjáratok is közlekednek, a szolgáltatást a Volánbusz Zrt. üzemelteti. A vasútállomáson taxiállomás is található, benzinkutak állnak a 71-es főút mentén a Marina Szállóval szemközt. Füred hajóállomása nagy forgalmat bonyolít, nyáron naponta több hajó indul Tihanyba, Siófokra, Balatonföldvárra és egyéb helyekre.

## Turizmus
Kereskedelmi szálláshelyeken eltöltött vendégéjszakák tekintetében 484 ezer vendégéjszakával (2012) Magyarország hatodik legnépszerűbb települése; legnagyobb küldőpiacai Németország (89 ezer), Hollandia (32 ezer) és Dánia (30 ezer).

### Vízforrásai

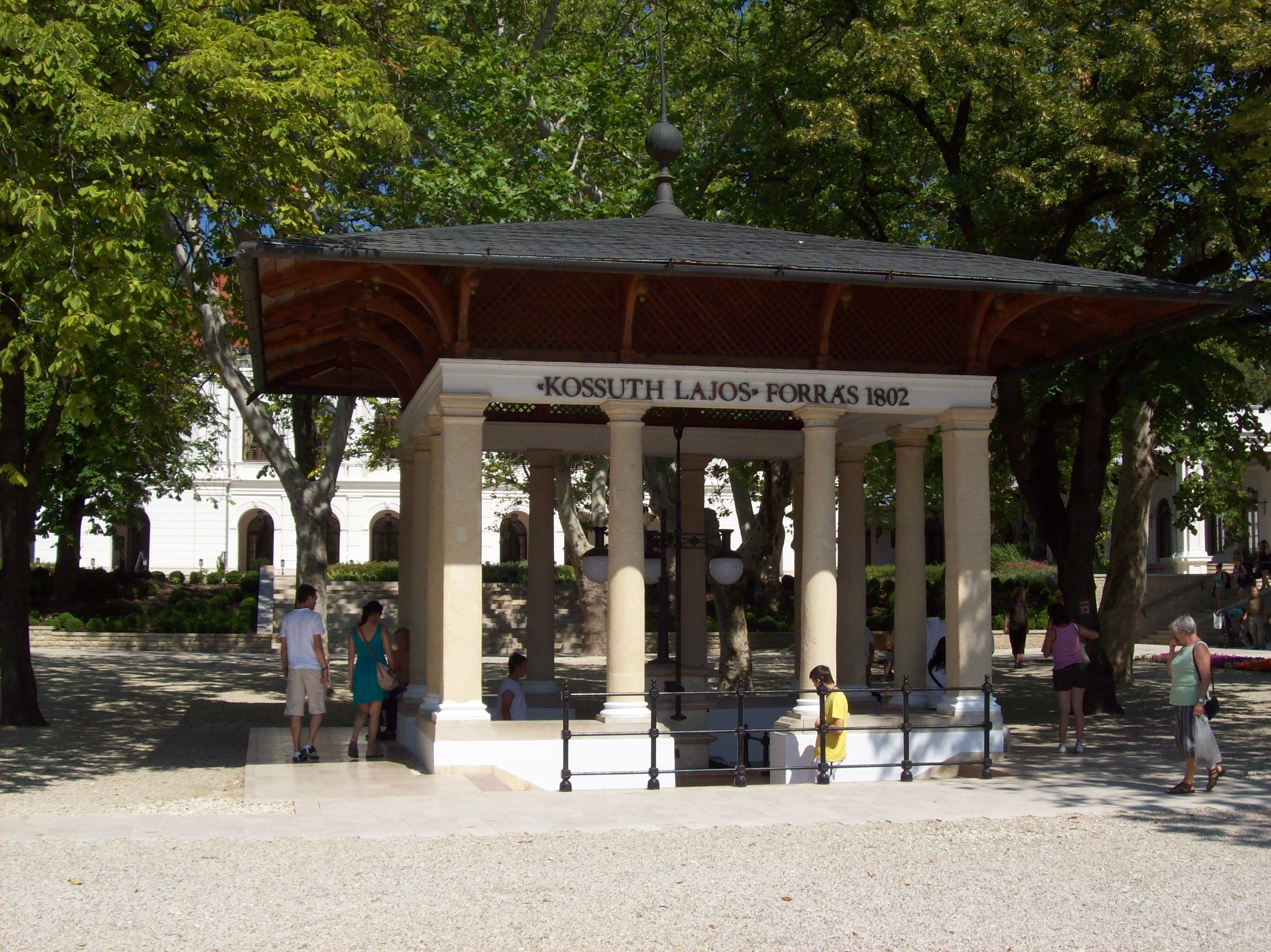
A Kossuth Lajos-forrás

A Balaton-part közelében fakadó savanyúvízforrásokról már a 17. században tudtak. Szerepük csak akkor vált jelentőssé, amikor felmelegített vizüket gyógyfürdőzésre kezdték el használni és 1772-ben Füredet hivatalosan is gyógyfürdővé nyilvánították. A füredi víz ihlette Fejér Antal „A füredi savanyú viznek hasznárúl” című költeményét, amelyben így dicséri a forrást:
„Gyakor meritéssel viz nem veszti izit

Egy forma mértékben kút meg tartya vizit

Ha kit a' nyavalya Phlegtonra nem vit

Jőjjőn e' forráshoz, egésséget lel itt.”
Télen a városi ivóvíz egy jóízű édesvízforrásból, a Siskéből származik. A városban még számos foglalt és foglalatlan, főleg savanyúvíz-forrás található. Az egyik legnépszerűbb forrás Tihany felé közeledve, a település határában, a hajógyár mellett található, a nagy parkolóban, melynél sokan oltják szomjukat, de a helyi szokás szerint az ott élők több litert visznek magukkal palackokban a rendkívül gazdag ásványi anyagokban bővelkedő vízből otthoni fogyasztásra.

### A Tagore-sétány

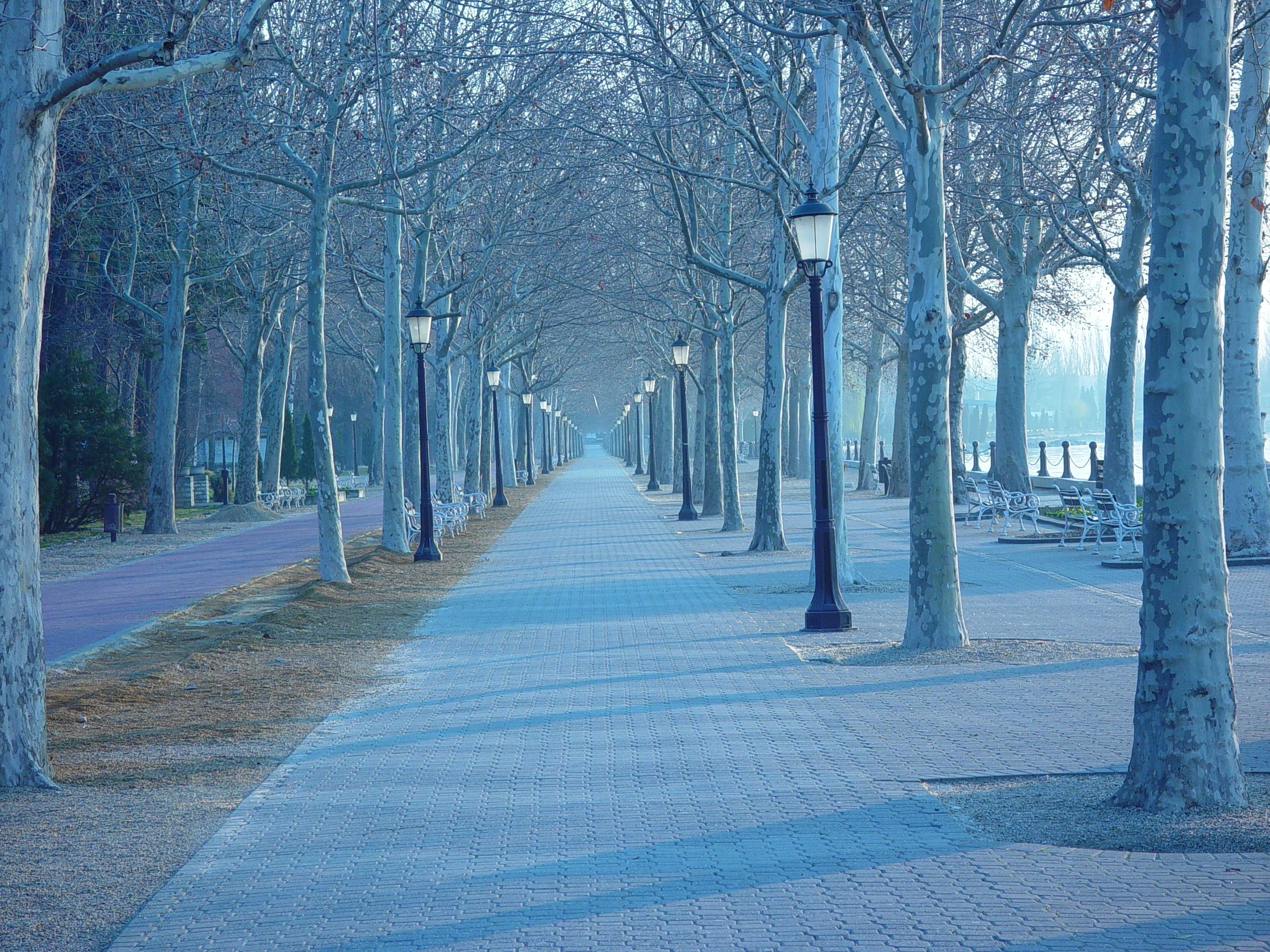
A Tagore-sétány

Rabindranáth Tagore 1926. november 1-jén érkezett a szanatóriumba, majd gyógyulásának örömére fát ültetett. E fa előtt 1956-ban egy indiai küldöttség felavatta Tagore bronzszobrát, és 1957-től a korábban Deák Ferencről elnevezett sétány is az ő nevét viseli. A fa mellé emléktáblát tettek, amelyen a költő ez alkalomra írt verse olvasható. Tagore példáját először indiai politikusok követték, s ezután néhány év alatt hagyománnyá vált, hogy az itt megfordult híres személyiségek fát ültetnek a parkban. Marx György fizikus kezdeményezésére a Nobel-díjasokkal folytatták a sort, őket különféle hírességek követték, napjainkban pedig magyar politikusok szaporítják az ültetett fák és emléktáblák számát. Fát ültetett itt többek között: Farkas Bertalan és űrhajóstársa, Valerij Kubaszov, Leonov, Indira Gandhi, India korábbi miniszterelnöke, Göncz Árpád, Benoît Mandelbrot, Wigner Jenő és több magyar Nobel-díjas.
Emellett szobra vagy mellszobra van itt Széchenyinek, Kisfaludy Károlynak, Deák Ferencnek, valamint Salvatore Quasimodo olasz költőnek, akinek a tiszteletére évente rendeznek költői versenyeket.
A sétány közepét augusztusban a Borhetek sátrai és padjai foglalják el, a sétányon pedig tűznyelők, utcai zenészek, köztük egy perui banda, élő szobrok, artisták és mozgó árusok hada található.
A balatonfüredi hajókikötő előtt látható Pásztor János 1937-ben készített, és 1941-ben felállított szobra, a Halász és a Révész.
A legenda szerint, aki megsimogatja a halász és a révész csizmáját, egész biztos, hogy újra visszatér ebbe a szép kis városba. Nos, a csizmák szép fényesek….
A település 2009-ben a Virágos Magyarországért mozgalom (verseny) győztese lett.

### Balatonfüredi Borhetek
A Borheteket Balatonfüreden 1932 óta minden év augusztusában rendezik meg. A borászok a Tagore sétányra települnek ki.

### Kékszalag vitorlásverseny
1934. július 27-e óta Balatonfüreden rendezik meg Európa leghosszabb távú, legrégebbi tókerülő vitorlásversenyét, a Kékszalagot. Első abszolút nyertese 1934-ben Ugron Gábor volt, a legeredményesebb versenyző Litkey Farkas.

### Műemlékek

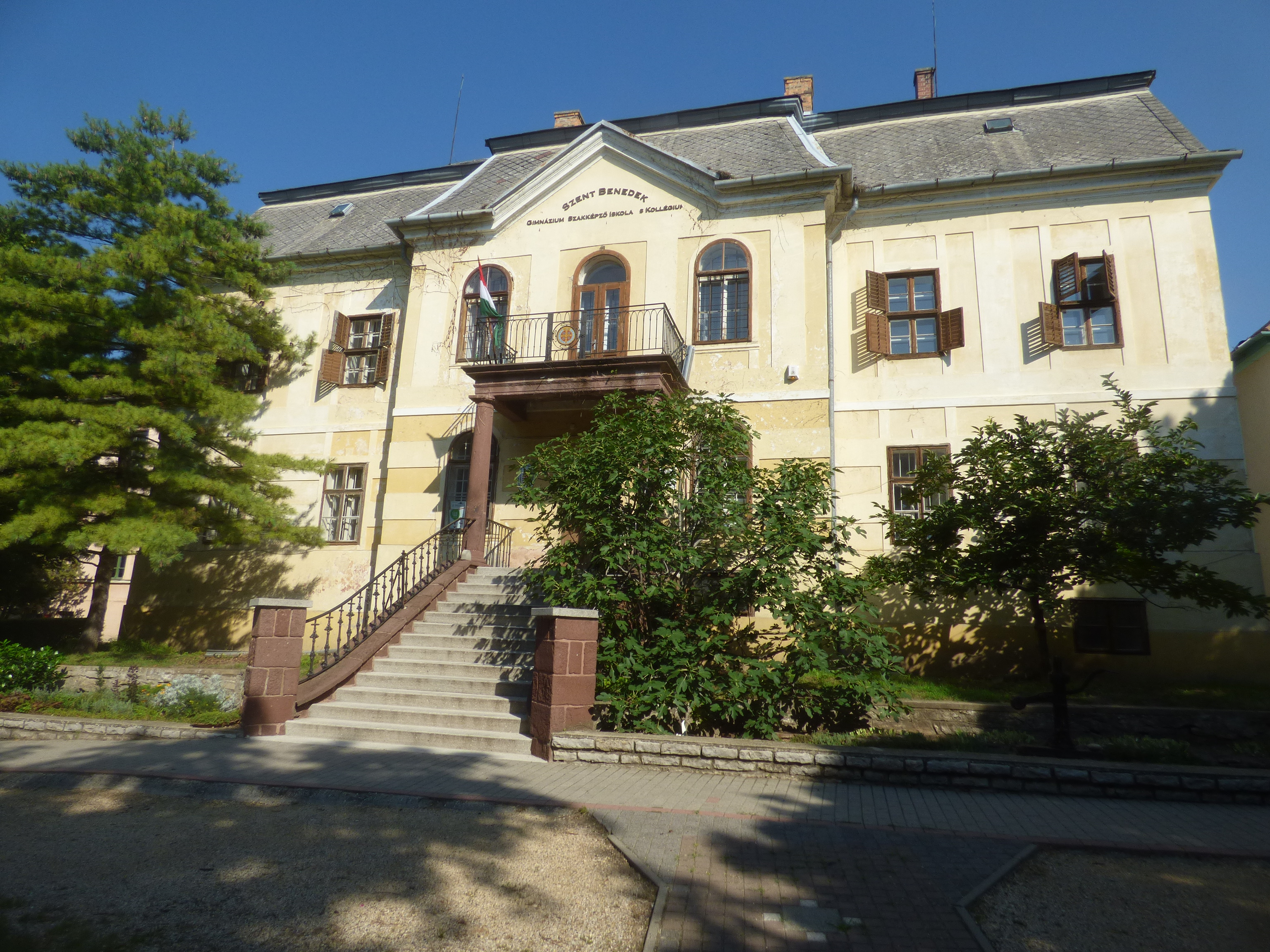
Széchényi-kastély

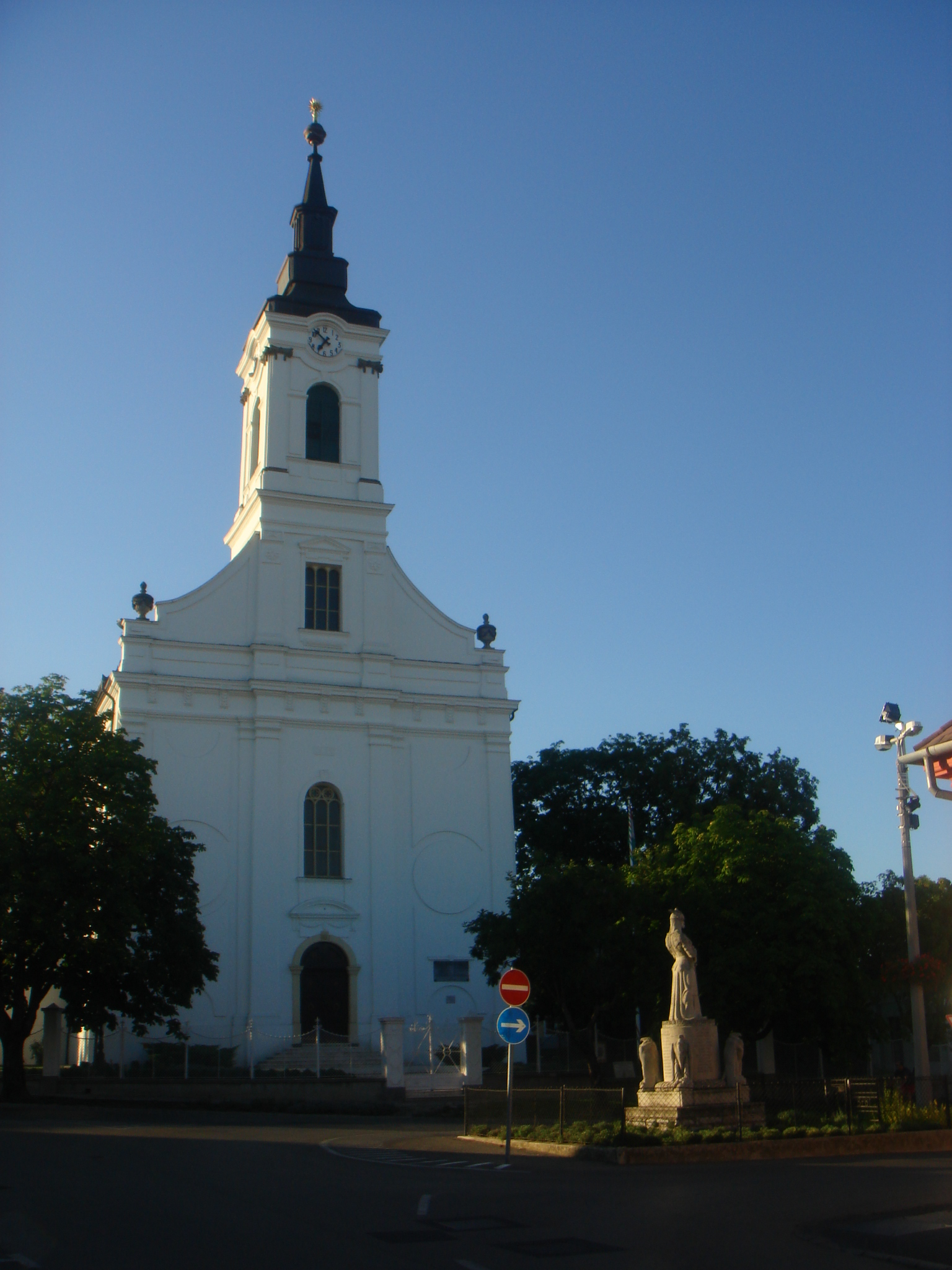
A református „fehér” templom

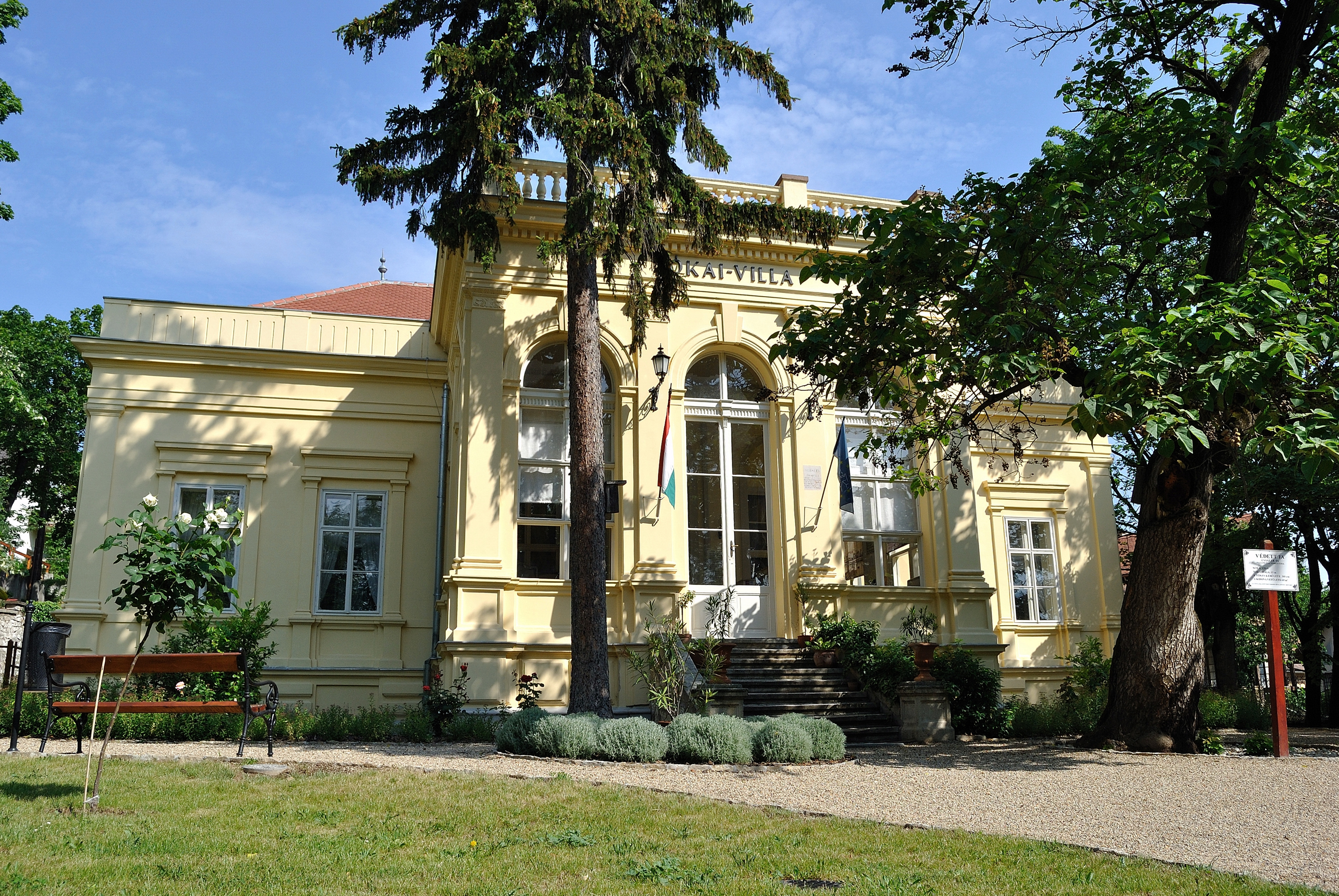
Jókai-villa

- Szent Mihály templomrom (Papsoka) – 11–12. század
- Szent Margit templom alapjai (13. század) – ma Zsidó Kiválóságok Háza
- Esterházy kúria – 1700 (?) – romos, ma a Szívkórház része
- Szívkórház (Fürdőház, Erzsébet Szanatórium, Állami Kórház) - 1728 – a mai épületek 1836–1871 között épültek
- Nagyvendéglő – 1748 – a mai, klasszicista épület 1802–1848 között épült – az épület része a Kurszalon (átadták 1879-ben), ahol az Anna-bálokat tartják, és a fedett sétány (a balatonfüredi Panteon) – ma Anna Grand Hotel
- Pálóczi Horváth Ádám kastélya – 1787–1867-ben William Teasdale (a Lánchídnál végzett mérnöki munkát) építette át – ma Ferencsik János Zeneiskola
- Széchényi-kastély – 1792 – Építtette Széchényi Ferenc, eredetileg barokk stílusban, az 1871. évi átépítéskor eklektikus elemekkel alakították át – ma Szent Benedek Középiskola és Kollégium.
- Gombás-kúria (Balatonarács) – 1785 (?) – copf stílusú – az Arácsi út mentén álló kúria ma színvonalas hotel
- Horváth-ház – 1799,  tervezője Lechner Mátyás – a Balaton vidékének legnagyobb, copf stílusú épülete. A ház falán elhelyezett tábla szerint a Szentgyörgyi Horváth család építtette 1796–98-ban. 1825-ben itt rendezték az első Anna-bált Szentgyörgyi Horváth „Anna” Krisztina tiszteletére. Ő ezen a bálon ismerkedett meg későbbi férjével, Kiss Ernővel, az aradi vértanúk egyikével. Megfordult a házban egyebek között:

Berzsenyi Dániel,
Garay János,
Vécsey Ernő,
Noszlopy Gáspár,
Vörösmarty Mihály,
Wesselényi Miklós,
Deák Ferenc.
A ház egyik tulajdonosa, Szentgyörgyi Horváth József a szabadságharc honvéd ezredese volt. Lakott itt Kossuth Lajos is, és innen írta a balatoni gőzhajózást, a környék fejlesztését sürgető fürdőleveleit. Az elhanyagolt, lerobbant állapotú épületet 1960-ban a helyreállíttatta, 1961-ben a Mecseki Ércbányászati Vállalat üdülővé alakíttatta. Ma apartmanház.
- A Kossuth Lajos-forrás ivócsarnoka – 1800 – klasszicista – átépítve 1853-ban
- Berzsenyi-forrás
- Református („fehér”) templom – 1830 – klasszicista és copf stílusban épült
- a Magyar Játékszín hat megmaradt oszlopa a Kiserdőben – 1831 – a színház oszlopait az Ipoly Szálló építésekor, 1912-ben találták meg, kiserdei felállításuk 1958-ban történt.
- Kerektemplom – 1846 – klasszicista; jobb oldali mellékoltárképe Vaszary János műve.
- Jókai-villa – (1870) – Jókai Mór nyaralója, eklektikus – ma Jókai emlékmúzeum
- Blaha-villa – (1816) – Blaha Lujza egykori klasszicista nyaralója – ma étterem, hotel. A telket 1866-ban parcellázták, és Szűcs Lajosné 1867-ben építtette rá a házat. Tőle Csény Lajos vásárolta meg, és ő 1893-ban adta el Blaha Lujzának. A szép, klasszicista stílusú ház bejárója fölött a háromszögletű oromzat alatt a felirat: E ház volt a nemzet csalogányának legkedvesebb fészke. Fölötte, a háromszögben: Blaha Lujza nyaralója 1893–1916. Az épület 2011-ben szálloda és étterem.
- Dőry villa – 1869 – ma Astoria szálló
- Parasztházak a Siske utcában
- a Posta-házat 1816-ban építtette Fülöp József postamester. Ezután 1860-ig itt működött az 1812-ben engedélyezett postahivatal. Később „Terézia udvar” lett a neve. Az épületben jelenleg különböző szolgáltatók működnek.
- A Hermina udvar műemlék jellegű, eklektikus stílusú épülete a Blaha Lujza utca 7.-ben áll.
- A Balaton-Füredi Yacht Egylet egykori klubháza. Hauszmann Alajos tervezte 1878-ban. A földszintjén jelenleg étterem, az emeleten Vitorlázeum üzemel.

### Egyéb látnivalók

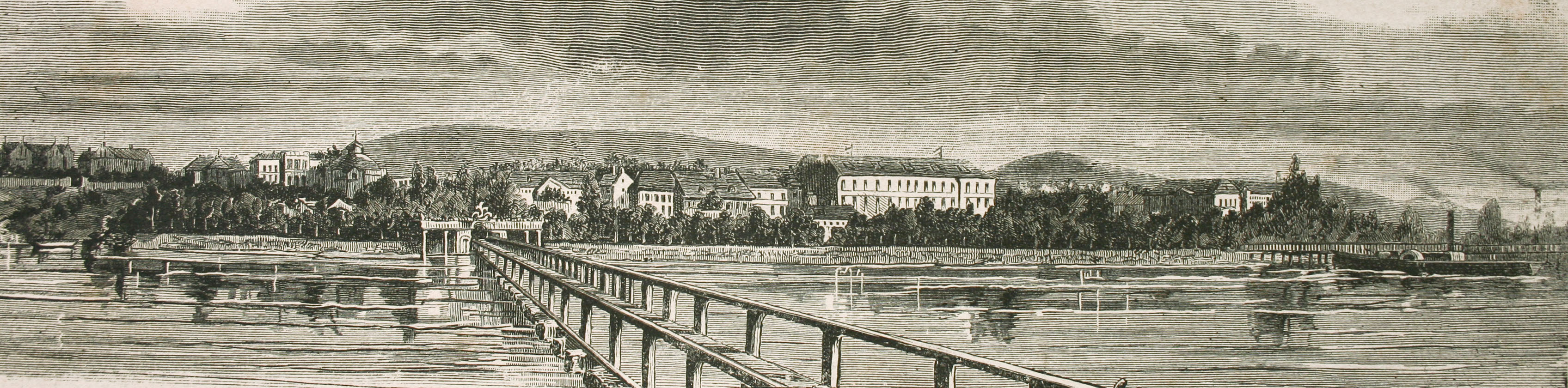
Balatonfüredi panoráma 1880-ban

- Baricska Csárda
- Id. Lóczy Lajos földrajztudós sírja az arácsi temetőben
- Lóczy-barlang
- Koloska-völgy
- Annagora Aquapark
- Jókai-kilátó
- Balatonfüred összes látnivalója

## Testvérvárosok
- Germering, Németország 1989 óta
- Castricum, Hollandia 1988 óta
- Kouvola, Finnország 1988 óta
- Opatija, Horvátország 1996 óta
- Kovászna, Románia 2003 óta
- Arpino, Olaszország 2006 óta

## Díszpolgárok

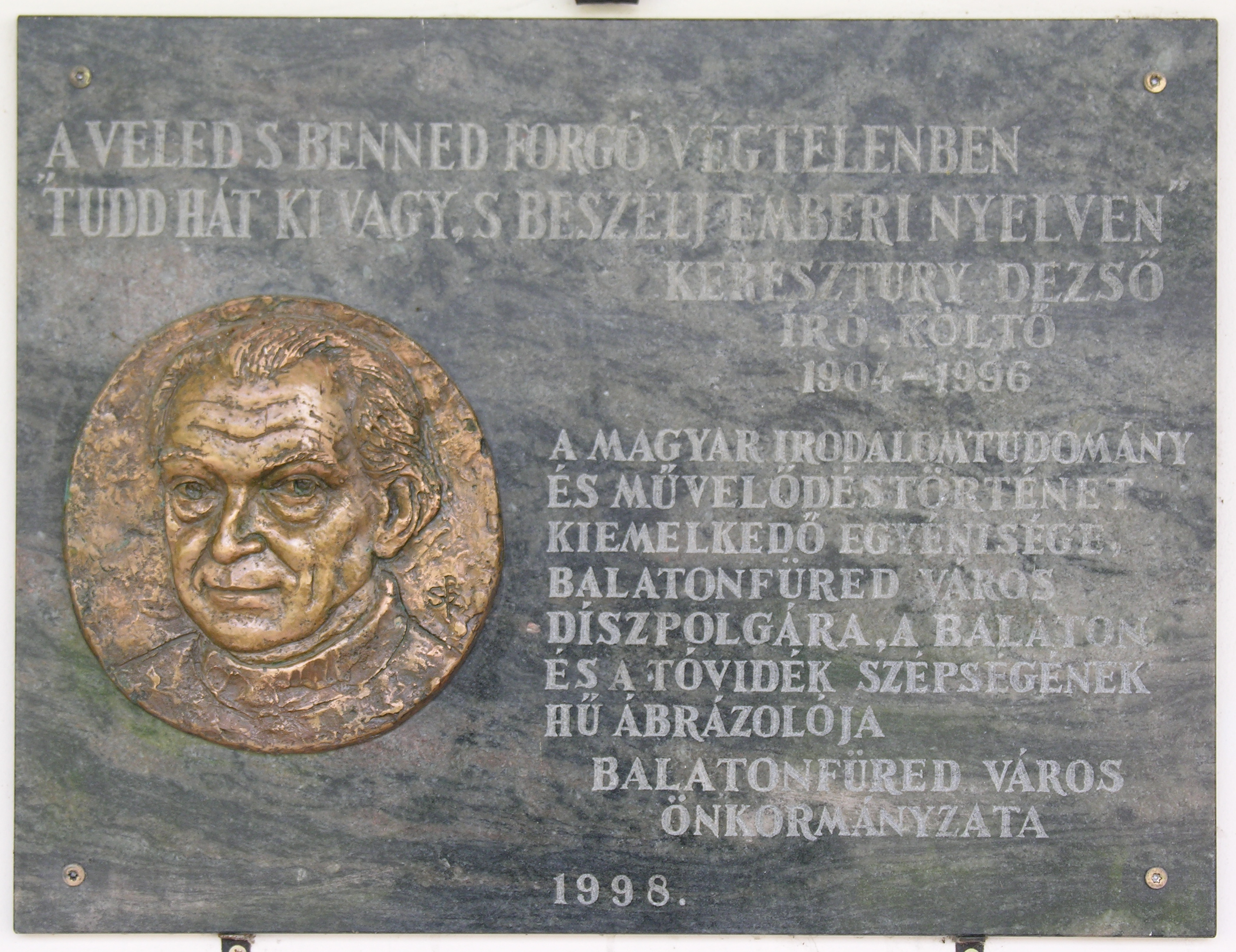
Keresztury Dezső emléktáblája a Gyógy téren

- Keresztury Dezső, író, költő, irodalomtörténész (1996)
- Máthé János városi főkertész (1997)
- Prof. dr. Horváth Mihály, orvos, az MTA tagja (2005)
- Sava Babić (2003)
- Gubicza Ferenc, agrármérnök, a Balatonfüred Városért Közalapítvány elnöke (2005)
- 1982 Ferencsik János, karmester
- 1986 Zákonyi Ferenc, idegenforgalmi szakíró, helytörténész
- 1994 Schneider Ferenc, mérnök
- 1997 Bányai Erzsébet festőművész
- 2001 dr. Csizmazia Darab József szőlőnemesítő, borász
- 2002 Horváth Ernő, karmester, iskolaigazgató
- 2003 Rob Brandsma (Hollandia)
- 2004 Theresia Trummet (Germering)
- 2006 Balázs Árpád, zeneszerző
- 2007 Polonyi Kornél
- 2008 dr. Simon Károly, főmérnök, polgármester
- 2009 Prof. Dr. Veress Gábor, orvos, a balatonfüredi Állami Szívkórház igazgató főorvosa
- 2011 Kutas Árpád (posztumusz), alpolgármester
- 2011 Petrőcz Lászlóné
- 2011 Gyűrű Géza, plébános

## Híres emberek
- Itt tevékenykedett 1785-től 17 évig Österreicher Manes József, Balatonfüred első fürdőorvosa
- Itt élt Lipták Gábor (1912–1985) író, kultúrtörténész, a Balaton-vidék helytörténeti és kultúrtörténeti hagyományainak egyik kiváló feldolgozója, akinek balatonfüredi otthona az 1950-es évektől a hazai irodalmi élet egyik legkedveltebb találkozóhelyeként, sőt az írók és művészek egy része számára hosszabb-rövidebb időre tartózkodási helyként is szolgált
- Itt, a Tamás-hegyen lévő házában töltötte el élete utolsó másfél évtizedének nyarait Déry Tibor író
- Itt élt és járt iskolába Ihász-Kovács Éva (1930-) költő, író, lapszerkesztő, a Magyar Kultúra Lovagja
- Itt született Mikusi Imre gimnáziumi matematika tanár
- Itt élt, alkotott Peremartoni Nagy Sándor vasdiplomás mérnök, szakíró
- Itt él, Pataki Viktória (1966 - )  az első magyar Női Ökölvívó Bajnokság (1996) aranyérmese 51 kg-ban, profi európa bajnok ökölvívó a német Univerzum színeiben
- Itt az arácsi városrészben él Tarnai Katalin, aki korábban a Magyar Televízió munkatársa volt, bemondóként lett ismert a nézők körében.

## Balatonfüred az irodalomban
- Eötvös Károly Utazás a Balaton körül című, 1875-ös Balaton körüli utazását és a meglátogatott helyekhez kapcsolódó anekdotákat leíró elbeszélésfüzérében külön fejezetet szentel Balatonfürednek.[5]
- Balatonfüred a helyszíne Örkény István A Sátán Füreden című novellájának.
- Jókai Mór balatonfüredi villájában írta Az arany ember című híres regényét, melynek egy része a Balatonnál játszódik.

## Balatonfüred filmben

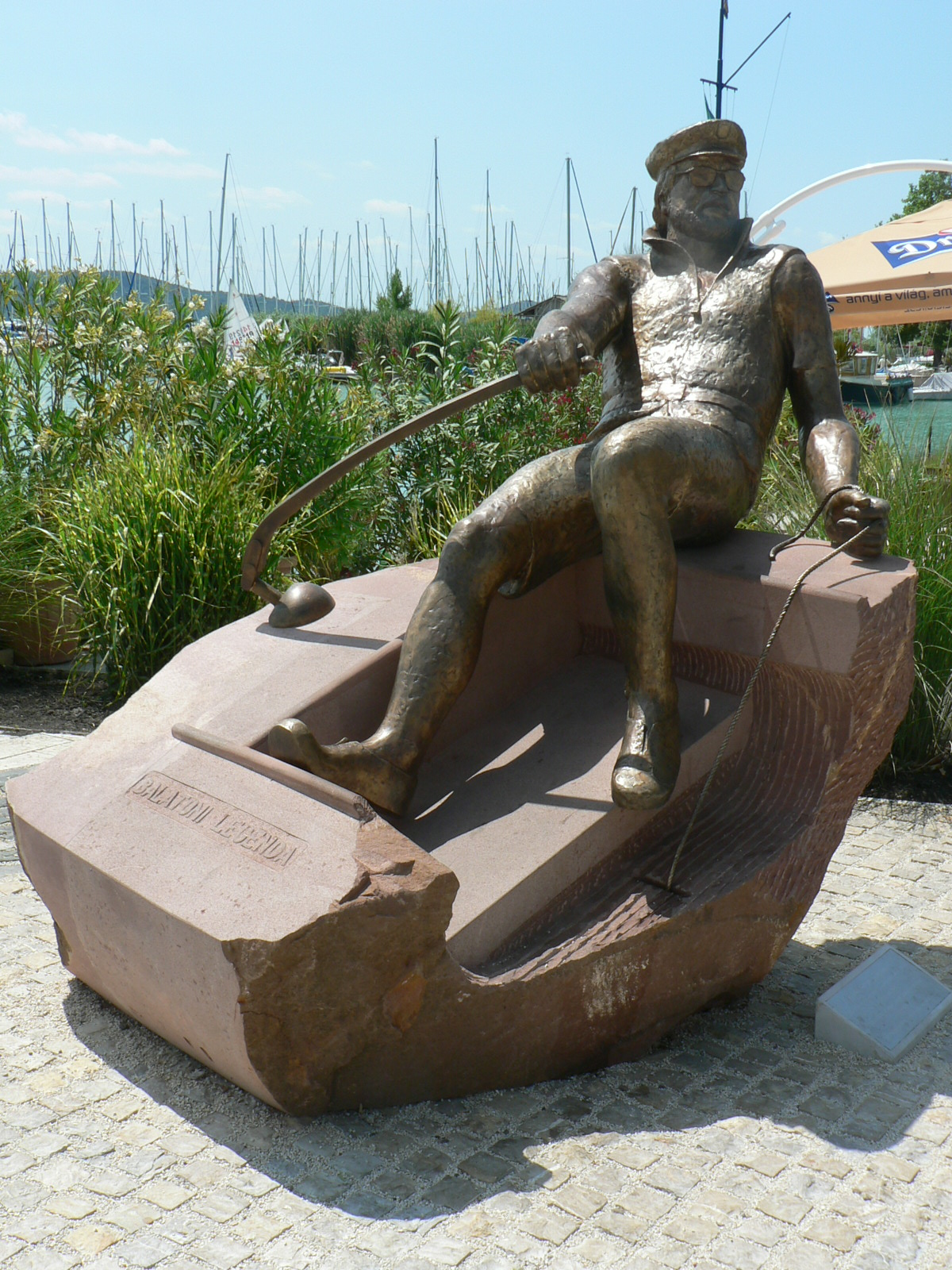
Bujtor István szobra a füredi parton

A Bujtor István színész által kitalált Ötvös Csöpi nyomozó karaktere és a vele készült filmek is Balatonfüredhez kötődnek, mivel a színész is nagy kedvelője volt a településnek és a vitorlázásnak. A parti sétányon szobra azt a pillanatot ábrázolja, amikor hajójával, a Rabonbán II-vel fordul a bakonyi szélben. Több más film helyszínéül is szolgált a város.
- A Pogány Madonna
- Csak semmi pánik
- Az elvarázsolt dollár
- Hamis a baba
- Zsaruvér és Csigavér I.: A királyné nyakéke
- Zsaruvér és Csigavér II.: Több tonna kámfor
- Zsaruvér és Csigavér III.: A szerencse fia
- Egynyári kaland (ifjúsági mini-sorozat, 2015)
- Liliomfi
- Tibor vagyok, de hódítani akarok!
- Fény és Árnyék
- A veréb is madár (1969)